# Sandžački muftiluk
Sandžački muftiluk, muftijstvo je Mešihata Islamske zajednice u Srbiji koje djeluje na području Sandžaka (južni dio Srbije i sjeverni dio Crne Gore). Sjedište muftijstva je u Novom Pazaru. Trenutačni muftija je Mevlud ef. Dudić.

## Organizacija
Muftiluk je podijeljen u sedam medžlisa u Srbiji (Novi Pazar, Tutin, Sjenica, Nova Varoš, Priboj, Prijepolje i Brodarevo) i šest medžlisa u Crnoj Gori (Rožaje, Berane, Bijelo Polje, Petnjica, Plav i Gusinje), koji su dalje podijeljeni na džemate. Džemati čine najmanje organizacione jedinice Islamske zajednice.
Na području Sandžačkog muftiluka djeluju i obrazovne ustanove Islamske zajednice u Srbiji. To su: Medresa Gazi Isa-beg u Novom Pazaru i Fakultet za islamske studije u Novom Pazaru. Medresa Gazi Isa-beg ima svoje odjele u Preševu i Rožaju.

## Muftije
| #  | Ime i prezime            | Mandat započeo | Mandat završen | Napomene |
| -- | ------------------------ | -------------- | -------------- | -------- |
| 1. | Muamer ef. Zukorlić      | 1993.          | 2016.          |          |
| 2. | hfz. Abrurrahman Kujević | 2016.          | Trenutačno     |          |

## Vanjske poveznice
- Službene stranice Sandžačkog muftiluka